# Insano
Az Insano (stilizálva: INSANO) Kid Cudi amerikai rapper kilencedi stúdióalbuma, amely 2024. január 12-én jelent meg a Wicked Awesome Records és a Republic Records kiadókon keresztül. Cudi eredetileg bejelentette, hogy ez lesz utolsó lemeze a Republic-kal, akikkel debütáló lemeze, a Man on the Moon: The End of Day (2009) óta állt szerződésben. A lemez a 2022-es Entergalacticot követi, amivel együtt megjelent egy kritikailag elismert film is.
Az albumon közreműködött Travis Scott, ASAP Rocky, Lil Yachty, Pharrell Williams, XXXTentacion, Lil Wayne és Young Thug, míg DJ Drama a narrátora. Az albumon sok producer dolgozott, többek között Cudi, Lil Yachty, Williams, Plain Pat, Dot da Genius, Bnyx, Keyon Christ és Mike Zombie.
Stílusát tekintve hiphop és trap, az Insanóról két kislemez jelent meg, a Porsche Topless és az At the Party. Egy hónappal az album kiadása után megjelent a lemez második része, Insano (Nitro Mega) címen.

## Háttér
2022 szeptemberében egy interjúban Zane Lowe-vel, Cudi kijelentette, hogy egy ideig el akarja hagyni zenei pályafutását: „A Kid Cudi-cucc, szerintem egy kicsit a háttérbe akarom helyezni. Szerintem azt akarom, hogy vége legyen. Be akarom fejezni a fejezetet.” Azon vágy miatt, hogy ne adjon ki albumokat és ne turnézzon, született meg az Entergalactic (2022), amit másképp akart megjelentetni, mert unta a hagyományos albumformátumokat. „Sokat mondtam és sok más vágyam is van, más dolgok, amiket akarok csinálni. És azt nem tudom elképzelni, hogy soha ne csináljak zenét, biztos fogok még baszakodni a stúdióban, csinálok valamit itt-ott. De az, hogy beüljek egy stúdióba, és elkészítsek egy albumot, aztán turnézzak vele, azt nem tudom elképzelni.”
2022 októberében, a Hot Ones sorozat egy epizódján Cudi megismételte, hogy lehet visszavonulna a zenétől, megosztva, hogy nem tudja, fog-e még készíteni albumokat. Ismét megemlítette, hogy a Kid Cudi-fejezet lehet közel áll végéhez életében, és hozzátette, hogy pályafutása valószínűleg nem lesz olyan hosszú, mint például Snoop Doggnak, Jay-Z-nek vagy Eminemnek. Amikor arról kérdezték, hogy milyen más tervei vannak, azt válaszolta, hogy: „Gondolkoztam ezen a hülye ötletemen éveken ez előtt. Nagyon jó lenne, ha egyszer lehetnék egy óvóbácsi. Azt szívesen csinálnám pár évig.” November 6-án bejelentette Twitteren, hogy a Republic kiadóval kötött szerződéséből már csak egy album volt hátra, hozzátéve, hogy nem volt benne biztos, mit fog csinálni utána.
2023. március 8-án Cudi egy Instagram Live keretein belül osztott meg információkat az új albumról: „Még soha életemben nem csináltam egy ilyen erőteljes projektet.” hozzátette, hogy nagyon izgatott volt, hogy rajongói meghallgathassák a lemezt, és hogy szerinte abban a pillanatban az év albuma volt. Május 7-én ismét Instagramon közvetített, mikor kijelentette, hogy még nem vonul vissza a zenétől, megerősítve, hogy az Insano nem az utolsó lemeze lesz. „Ez valószínűleg az első album, amit elkészítettem és 100%-ig meg voltam elégedve.”
2023. augusztus 14-én Cudi azt nyilatkozta, hogy „Kibaszott magabiztos vagyok, hogy imádni fogjátok. Meg kell, hogy értsétek, hogy évekig csak készítettem a zenémet, a furcsa kreatív énem voltam. Most viszont már versenyzek, része vagyok a versenynek. 15 év, rég óta csinálom ezt.”

## Felvételek
2022 szeptemberében egy interjúban Zane Lowe-vel, Cudi elmagyarázta, hogy Kendrick Lamar egyik koncertje a The Big Steppers Tour turnén, Párizsban, inspirálta, hogy milyen irányt akar venni zenéjével kapcsolatban az Entergalactic (2022) után: „Valami energetikusat kell csinálnunk. Boldog vagyok, jobb az életem. Lássuk meg hova vezet.”
2021. május 20-án Cudi bemutatott egy dalt, amin éppen dolgozott a stúdióban, ami a Wow címet viselte. 2021-es Rolling Loud-koncertje közben megosztotta, hogy két teljes hosszúságú projektet tervez kiadni 2022-ben, egyet az Entergalactic kiadása előtt: „A nyáron jön az Entergalactic, de ki akarok adni egy albumot előtte. Van néhány nagy meglepetésem, nagyon izgatott vagyok.” Ezt követően előadta a Freshie című dalt.
2022 novemberében egyik turnéállomásán a To the Moon World Tour közben, Cudi bemutatta a Solo Dolo Pt. IV című dalt, ami feldolgozza Solo Dolo (Nightmare) című számát, ami 2009-es debütáló albumán, a Man on the Moon: The End of Dayen szerepelt. A dalon közreműködött Playboi Carti. A Solo Dolo Pt. II Cudi 2013-as Indicud albumán, a Solo Dolo, Pt. III pedig 2020-as Man on the Moon III: The Chosen lemezén kapott helyet. Cudi megosztotta, hogy dolgozik éppen egy albumon, de a Solo Dolo negyedik verziója kislemezként fog megjelenni. 2023. május 15-én bejelentette, hogy a dal nem fog megjelenni, mert Carti nem egyezett bele közreműködése felhasználásába.
2022. december 2-án Cudi megosztotta Twitteren, hogy felvett elég számot, hogy legalább még egy projektet kiadjon: „11 dal öt napon belül. A célom az volt, hogy ezen a héten egy albumra elég dalokat vegyek fel. 12 volt a cél, lehet a 14-et is elérjük.”
2023. május 15-én Cudi megerősítette, hogy Travis Scott és Young Thug is meg fog jelenni a lemezen. A hónapban BNYX és Keyon Christ producerek is megerősítettek, hogy dolgoztak az albumon. Az első kislemez, a Porsche Topless, 2023. június 2-án jelent meg.
2023. július 29-én Cudi megjelent Steve Aoki koncertje közben a Tomorrowland fesztiválon, bemutatva ElectroWaveBaby 2.0 dalukat. Cudi és Aoki korábban háromszor dolgoztak együtt, a platina minősítésű Pursuit of Happiness című kislemezen, a 2012-es Cudi the Kiden Aoki debütáló albumáról, illetve a Burrow-n az Entergalacticról.
2023 augusztusában Cudi megosztotta, hogy az albumnak több különböző kiadása is lesz, különböző bónusz dalokkal. Később viszont úgy döntött, hogy ezeket inkább egy külön album részeként adja ki, amelynek címe Insano (Nitro Mega) volt.

## Számlista
| Insano | Insano                                                            | Insano                                                                                                 | Insano                                                                | Insano | Insano | Insano | Insano | Insano | Insano |
|        | Cím                                                               | Szerző(k)                                                                                              | Producer(ek)                                                          | Hossz  |        |        |        |        |        |
| ------ | ----------------------------------------------------------------- | --- | --------------------------------------------------------------------- | ------ | ------ | ------ | ------ | ------ | ------ |
| 1.     | Often, I Have These Dreamz (DJ Dramával)                          | Scott Mescudi William Coleman Jean-Baptiste Kouame Mike McHenry Dorian Burton Herman Kelly             | Kid Cudi Mike Zombie Jean-Baptiste Days of 1993                       | 2:29   |        |        |        |        |        |
| 2.     | Keep Bouncin’                                                     | Mescudi Carlton Mays, Jr.                                                                              | Kid Cudi Honorable C.N.O.T.E. Jean-Baptiste                           | 2:56   |        |        |        |        |        |
| 3.     | Get Off Me (Travis Scottal)                                       | Mescudi Jacques Webster II Pavel Matev Alekszandr Josszifov Konstantin Dragnyev Coleman Kouame McHenry | Kid Cudi Mike Zombie Jean-Baptiste Days of 1993                       | 3:35   |        |        |        |        |        |
| 4.     | Most Ain’t Dennis                                                 | Mescudi Benjamin Saint Fort Michael Mulé Isaac De Boni Jeremiah Raisen                                 | Kid Cudi Bnyx FnZ Sadpony Jean-Baptiste                               | 2:37   |        |        |        |        |        |
| 5.     | Wow (ASAP Rockyval)                                               | Mescudi Rakim Mayers Oladipo Omishore Paul Irizarry Carl Taylor                                        | Kid Cudi Dot da Genius Theycallmeparker Kid Jupiter                   | 4:34   |        |        |        |        |        |
| 6.     | ElectroWaveBaby                                                   | Mescudi Jonas Berggren Malin Berggren Jenny Berggren Ulf Ekberg Saint Fort Kouame                      | Kid Cudi Bnyx Jean-Baptiste                                           | 3:25   |        |        |        |        |        |
| 7.     | A Tale of a Knight                                                | Mescudi Mulé De Boni Kouame Keanu Torres Karl Rubin Cydney Dade Tom Levesque                           | Kid Cudi FnZ Jean-Baptiste Keanu Beats Rubin Lil CC Levesque          | 2:57   |        |        |        |        |        |
| 8.     | Cud Life                                                          | Mescudi Christian Boggs Jonnywood Omishore                                                             | Kid Cudi Keyon Christ Jonnywood Jean-Baptiste Dot da Genius           | 3:33   |        |        |        |        |        |
| 9.     | Too Damn High (Lil Yachtyval)                                     | Mescudi Miles McCollum Kouame Torres Rubin Dade Charlie Braithwaite-Hatzigeorgiou Omishore             | Kid Cudi Jean-Baptiste Keanu Beats Rubin Lil CC Bluskxy Dot da Genius | 2:18   |        |        |        |        |        |
| 10.    | Getcha Gone                                                       | Mescudi Anthony Kilhoffer Michael Romito                                                               | Kilhoffer Census Jean-Baptiste                                        | 1:55   |        |        |        |        |        |
| 11.    | At the Party (Pharrell Williams és Travis Scott közreműködésével) | Mescudi Pharrell Williams Webster Omishore                                                             | P. Williams                                                           | 3:58   |        |        |        |        |        |
| 12.    | Mr. Coola                                                         | Mescudi Darwin Quinn Kouame McHenry Luke Crowder Kitwan McCoy Walter Newell                            | Kid Cudi C-Gutta Jean-Baptiste Days of 1993 Luke                      | 2:27   |        |        |        |        |        |
| 13.    | Freshie                                                           | Mescudi Omishore Patrick Reynolds Julian Gramm                                                         | Dot da Genius Plain Pat J Gramm Jean-Baptiste                         | 3:19   |        |        |        |        |        |
| 14.    | Tortured                                                          | Mescudi Ebony Oshunrinde Kevin Gomringer Tim Gomringer                                                 | WondaGurl Cubeatz Jean-Baptiste                                       | 3:55   |        |        |        |        |        |
| 15.    | X & Cud (XXXTentacionnal)                                         | Mescudi Jahseh Onfroy Jean-Pierre Ponnelle Tobias Jesso Jr. Omishore John Cunningham                   | Kid Cudi Dot da Genius Cunningham Jean-Baptiste Cathedral             | 2:46   |        |        |        |        |        |
| 16.    | Seven (Lil Wayne-nel)                                             | Mescudi Dwayne Carter Jr. David Biral Denzel Baptiste Michael Volpe                                    | Take a Daytrip Clams Casino                                           | 2:31   |        |        |        |        |        |
| 17.    | Funky Wizard Smoke                                                | Mescudi Saint Fort Patrick Wimberly Je. Raisen Kouame Wynne Bennett                                    | Kid Cudi Bnyx Wimberly Sadpony Jean-Baptiste Bennett                  | 2:45   |        |        |        |        |        |
| 18.    | Rager Boyz (Young Thuggal)                                        | Mescudi Jeffery Williams Omishore Kilhoffer David Karbal Daniel Shyman                                 | Kid Cudi Dot da Genius Kilhoffer Thats Not It Jean-Baptiste           | 2:49   |        |        |        |        |        |
| 19.    | Porsche Topless                                                   | Mescudi Saint Fort Kouame                                                                              | Kid Cudi Bnyx Jean-Baptiste                                           | 2:50   |        |        |        |        |        |
| 20.    | Blue Sky                                                          | Mescudi Justin Raisen Je. Raisen Kouame                                                                | Kid Cudi Lil Yachty Ju. Raisen Sadpony Jean-Baptiste                  | 3:41   |        |        |        |        |        |
| 21.    | Hit the Streetz in My Nikes                                       | Mescudi Laura Nyro Kouame McHenry Kyle Edwards Larus Arnarson                                          | Kid Cudi Jean-Baptiste Days of 1993 Lastnight                         | 2:40   |        |        |        |        |        |
| 64:00  |                                                                   | |                                                                       |        |        |        |        |        |        |

Hangminták
- Often, I Have These Dreamz: You Don't Have to Worry, előadta: Doris & Kelley.[24]
- Get Off Me: Tazsna peszen, előadta: Donika Venkova.[25]
- ElectroWaveBaby: All That She Wants, szerezte: Jonas Berggren és Ulf Ekberg, előadta: Ace of Base.[26]
- X & Cud: Orlando, szerezte: Jahseh Onfroy és Tobias Jesso Jr., előadta: XXXTentacion.[27]
- Hit the Streetz in My Nikes: Hands Off the Man (Flim Flam Man), szerezte és előadta Laura Nyro.[28]

## Slágerlisták
| Slágerlista (2024)                          | Legmagasabb pozíció |
| ------------------------------------------- | ------------------- |
| Ausztrália (ARIA Hip Hop/R&B Albums)        | 34                  |
| Ausztria (Ö3 Austria Top 40)                | 25                  |
| Belgium (Ultratop Flandria)                 | 67                  |
| Belgium (Ultratop Vallónia)                 | 73                  |
| Egyesült Királyság (UK Albums Chart)        | 77                  |
| Egyesült Királyság (UK R&B Albums)          | 9                   |
| Franciaország (SNEP Album Top 100)          | 37                  |
| Hollandia (Dutch Charts Album Top 100)      | 46                  |
| Kanada (Billboard Canadian Albums Chart)    | 24                  |
| Lengyelország (ZPAV Album Top 50)           | 96                  |
| Litvánia (AGATA)                            | 53                  |
| Németország (Offizielle Top 100)            | 29                  |
| Norvégia (VG-lista Album Top 40)            | 14                  |
| Olaszország (FIMI Album Top 20)             | 66                  |
| Svájc (Schweizer Hitparade Top 100 Albums)  | 8                   |
| USA Billboard 200                           | 13                  |
| USA Top R&B/Hip-Hop Albums (Billboard)      | 5                   |
| USA Vinyl Albums (Billboard)                | 6                   |
| Új-Zéland (Recorded Music NZ Top 40 Albums) | 19                  |

## Közreműködők
| - Kid Cudi – előadó, producer, zeneszerző, kreatív igazgató, executive producer - ASAP Rocky – közreműködő előadó, zeneszerző - A. Bains – hangmérnök, keverés - Aleksander Josszifov – zeneszerző - Anthony Kilhoffer – zeneszerző, producer - Anthony Vilchis – keverő asszisztens - Aresh Banaji – keverő asszisztens - Benjamin Saint Fort – zeneszerző - Bizzy Bone – énekhang - Bluskxy – producer - BNYX – producer - C Gutta – producer - Carl Taylor – zeneszerző - Carlton Mays Jr. – zeneszerző - Cathedral – producer - Census – producer - Charlie Braithwaite Hatzigeorgiou – zeneszerző - Chaz Sexton – asszisztens hangmérnök - Chloe Clements - Christian Boggs – A&R - Clams Casino – zeneszerző - Cordale Quinn – producer - Cubeatz – zeneszerző - Cydney Dade – producer - DaHonorable C.N.O.T.E. – zeneszerző - Danny Shyman – producer - David Biral – zeneszerző - David Karbal – zeneszerző - Daysof1993 – zeneszerző - Denzel Baptiste – producer - DJ Drama – zeneszerző - Dominic Ganderton – közreműködő előadó, háttérénekes - Dorian Burton – hangmérnök - FNZ – hangmérnök - Gentuar Memishi – producer - Greg Truitt – hangmérnök - Herman Kelly – asszisztens hangmérnök - Iain Findlay – zeneszerző - Isaac de Boni – hangmérnök - J Gramm – zeneszerző - Jack Lailheugue – producer - XXXTentacion – zeneszerző - Jean Baptiste – zeneszerző - Jean-Pierre Ponnelle – zeneszerző, executive producer, producer - Jenny Berggren – zeneszerző - Jeremiah Raisen – zeneszerző - Joe LaPorta – zeneszerző - Joe Spix – maszterelés - John Cunningham – design - John Roberts – zeneszerző, producer - Jonas Berggren – A&R - Jonnywood – zeneszerző - Jordan Kohno – zeneszerző, producer - Julian Gramm – hangmérnök - Justin Raisen – zeneszerző - Karl Rubin – zeneszerző, producer | - Keanu Beats – zeneszerző, producer - Keanu Torres – producer - Ken Ifill – zeneszerző - Kevin Gomringer – A&R - Keyon Christ – zeneszerző - Kid Jupiter – producer - Kitwan McCoy – producer - Konstantin Dragnyev – zeneszerző - Kyle Edwards – zeneszerző - Larus Arnarson – zeneszerző - Last Night – zeneszerző - Laura Nyro – producer - Lil CC – zeneszerző - Lil Wayne – zeneszerző, közreműködő előadó, asszisztens producer, executive producer, producer - Lil Yachty – közreműködő előadó, producer - Lucas Glastra – asszisztens hangmérnök - Luke Crowder – zeneszerző, producer - Malin Berggren – zeneszerző - Manny Galvarez – hangmérnök - Manny Marroquin – keverés - Marius Van Mierlo – asszisztens hangmérnök - Mark Glaser – maszterelő asszisztens - Michael Mule – zeneszerző - Michael Romito – zeneszerző - Michael Volpe – zeneszerző - Mike Larson – hangmérnök - Mike McHenry – zeneszerző - Mike Zombie – producer - Miles McCollum – zeneszerző - Norman Jean Roy – fényképész - Dot da Genius – zeneszerző - Patrick Plummer – hangmérnök - Patrick Reynolds – zeneszerző - Patrick Wimberly – zeneszerző, producer - Paul Irizarry – zeneszerző - Pavel Hristov Matev – zeneszerző - Pharrell Williams – zeneszerző, közreműködő előadó, producer - Plain Pat – producer - Remy Dumelz – asszisztens hangmérnök - Sadpony – producer - That’s Not It – producer - TheycallmeParker – producer - Tim Gomringer – zeneszerző - Tobias Jesso Jr. – zeneszerző - Tom Levesque – zeneszerző, producer - Travis Scott – közreműködő előadó, háttérénekes, asszisztens hangmérnök - Trey Station – keverő asszisztens - Ulf Ekberg – zeneszerző - Walter Newell – zeneszerző - William Coleman – zeneszerző - William J Sullivan – hangmérnök, keverés - WondaGurl – zeneszerző, producer - Wynne Bennett – zeneszerző, producer - Young Thug – zeneszerző, közreműködő előadó - Zach Pereyra – keverő asszisztens |

## Kiadások
| Régió       | Dátum            | Kiadó(k)                | Formátum(ok)                       | For.                 |
| ----------- | ---------------- | ----------------------- | ---------------------------------- | -------------------- |
| Világszerte | 2024. január 12. | Wicked Awesome Republic | CD LP digitális letöltés streaming | [ 48 ] [ 49 ] [ 50 ] |

## Fordítás
Ez a szócikk részben vagy egészben  az   Insano (album) című angol Wikipédia-szócikk ezen változatának fordításán alapul.  Az eredeti cikk szerkesztőit annak laptörténete sorolja fel. Ez a jelzés csupán a megfogalmazás eredetét és a szerzői jogokat jelzi, nem szolgál a cikkben szereplő információk forrásmegjelöléseként.